# Dryoscopus
A Dryoscopus a madarak osztályának verébalakúak (Passeriformes) rendjébe és a bokorgébicsfélék (Malaconotidae) családjába tartozó nem.

## Rendszerezésük
A nemet Friedrich Boie német entomológus, herpetológus és ornitológus írta le 1826-ban,  az alábbi fajok tartoznak ide:
- vastagcsőrű pamathátú-gébics (Dryoscopus sabini)
- Dryoscopus angolensis
- Dryoscopus senegalensis
- Dryoscopus cubla
- északi pamathátú-gébics (Dryoscopus gambensis)
- Dryoscopus pringlii